# Alleins
Alleins (prononcer [alɛ̃s] ; Alenh en occitan selon la graphie classique, Alen en provençal selon la graphie mistralienne) est une commune française située dans le département des Bouches-du-Rhône, en région Provence-Alpes-Côte d'Azur. Elle fait partie de la métropole d'Aix-Marseille-Provence.

## Géographie

### Localisation

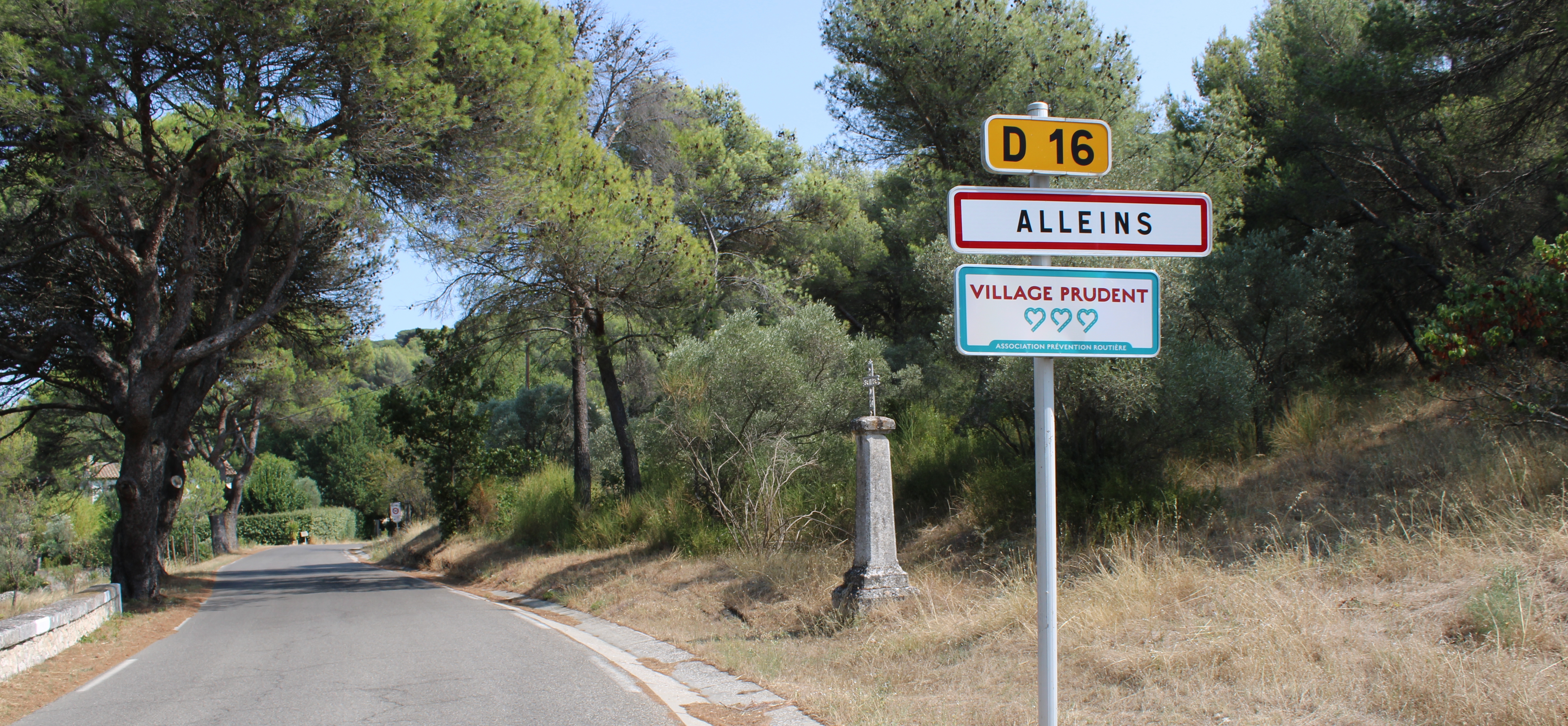
Entrée de la commune par la route du chemin de croix.

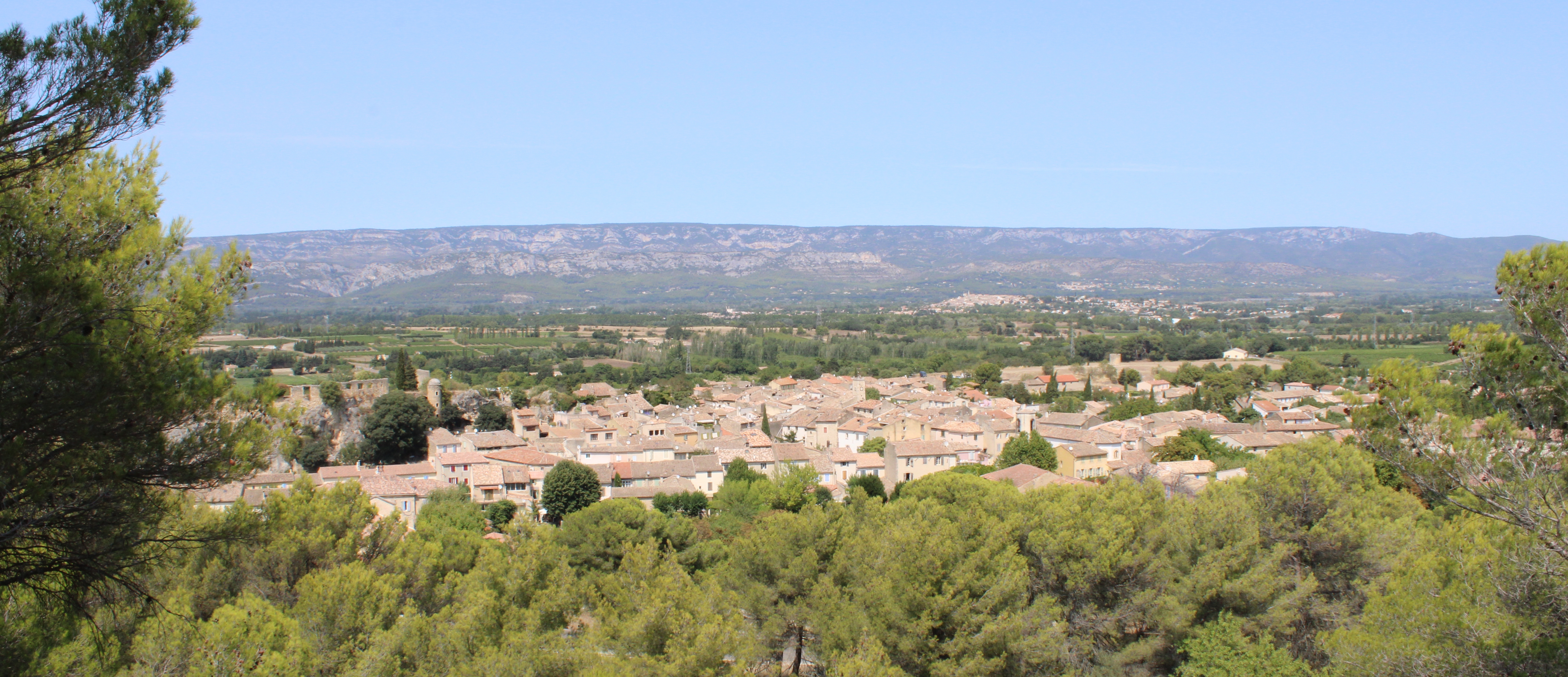
Panorama de la commune depuis la route du chemin de croix.

| Sénas   | Mallemort |           |
| Lamanon | Alleins   | Charleval |
| Aurons  | Vernegues |           |

### Climat
Pour des articles plus généraux, voir Climat de Provence-Alpes-Côte d'Azur et Climat des Bouches-du-Rhône.
En 2010, le climat de la commune est de type climat méditerranéen franc, selon une étude du Centre national de la recherche scientifique s'appuyant sur une série de données couvrant la période 1971-2000. En 2020, Météo-France publie une typologie des climats de la France métropolitaine dans laquelle la commune est exposée à un climat méditerranéen et est dans la région climatique Provence, Languedoc-Roussillon, caractérisée par une pluviométrie faible en été, un très bon ensoleillement (2 600 h/an), un été chaud (21,5 °C), un air très sec en été, sec en toutes saisons, des vents forts (fréquence de 40 à 50 % de vents > 5 m/s) et peu de brouillards.
Pour la période 1971-2000, la température annuelle moyenne est de 13,9 °C, avec une amplitude thermique annuelle de 17,5 °C. Le cumul annuel moyen de précipitations est de 682 mm, avec 5,9 jours de précipitations en janvier et 2,2 jours en juillet. Pour la période 1991-2020, la température moyenne annuelle observée sur la station météorologique de Météo-France la plus proche, « Salon-de-Provence », sur la commune de Salon-de-Provence à 9 km à vol d'oiseau, est de 14,7 °C et le cumul annuel moyen de précipitations est de 594,1 mm. 
La température maximale relevée sur cette station est de 43,4 °C, atteinte le 28 juin 2019 ; la température minimale est de −18,5 °C, atteinte le 12 février 1956,,.
Les paramètres climatiques de la commune ont été estimés pour le milieu du siècle (2041-2070) selon différents scénarios d'émission de gaz à effet de serre à partir des nouvelles projections climatiques de référence DRIAS-2020. Ils sont consultables sur un site dédié publié par Météo-France en novembre 2022.

## Urbanisme

### Typologie
Au 1er janvier 2024, Alleins est catégorisée petite ville, selon la nouvelle grille communale de densité à 7 niveaux définie par l'Insee en 2022.
Elle appartient à l'unité urbaine de Mallemort, une agglomération intra-départementale dont elle est une commune de la banlieue,. Par ailleurs la commune fait partie de l'aire d'attraction de Salon-de-Provence, dont elle est une commune de la couronne,. Cette aire, qui regroupe 6 communes, est catégorisée dans les aires de 50 000 à moins de 200 000 habitants,.

### Occupation des sols
L'occupation des sols de la commune, telle qu'elle ressort de la base de données européenne d’occupation biophysique des sols Corine Land Cover (CLC), est marquée par l'importance des territoires agricoles (63,3 % en 2018), une proportion sensiblement équivalente à celle de 1990 (64 %). La répartition détaillée en 2018 est la suivante : 
zones agricoles hétérogènes (34,3 %), milieux à végétation arbustive et/ou herbacée (24,6 %), prairies (13,3 %), terres arables (11,7 %), zones urbanisées (6,7 %), forêts (5,3 %), cultures permanentes (4 %). L'évolution de l’occupation des sols de la commune et de ses infrastructures peut être observée sur les différentes représentations cartographiques du territoire : la carte de Cassini (XVIIIe siècle), la carte d'état-major (1820-1866) et les cartes ou photos aériennes de l'IGN pour la période actuelle (1950 à aujourd'hui).

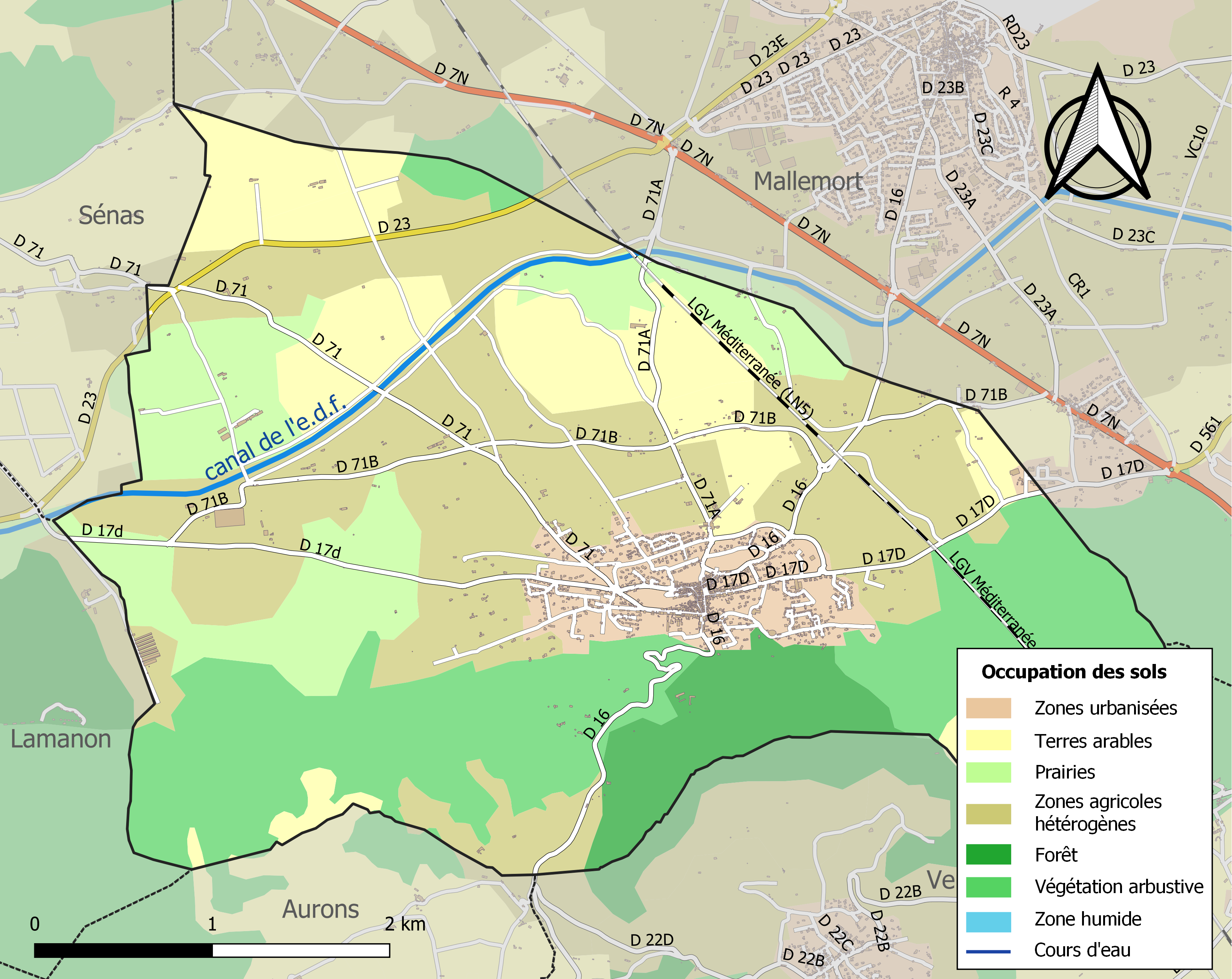
Carte des infrastructures et de l'occupation des sols de la commune en 2018 (CLC).

## Toponymie
Le village  est cité pour la première fois sous l'appellation latine de Elenicis au IXe siècle. Le nom variera encore de nombreuses fois encore en fonction des différents transcripteurs :  Alenii castrum, Alignum en 1164, Alignano en 1268, Allan au XIVe siècle, Alain, Allenc, Alein sur la carte de Cassini vers 1750, et enfin l'orthographe actuelle Alleins au  XIXe siècle.

## Histoire

### Guerres de religion
En avril 1545, une persécution est organisée contre les Vaudois. Les troupes de Paulin de La Garde, sous la direction du premier président du parlement d’Aix, Maynier, seigneur d'Oppède, pillent le village. Les terres sont confisquées, les hommes massacrés, les femmes violées avant d’être tuées.

### Carte de Cassini
|  |  |

La carte de Cassini montre qu'au XVIIIè siècle, Alleins (écrit Alein) est une paroisse située sur le chemin allant de Charleval à Salon au sud du Canal de Craponne.

Au sud-est, le faubourg Saint-Pierre regroupait quelques habitations en dehors des fortifications autour  de la chapelle éponyme.

A l'ouest, la Tour Vieille et la chapelle Saint-Jean sont déjà représentées en ruines à cette époque.

Plus à l'ouest, le Deffend d'Alein était un fortin chargé de protéger le chemin. Sa présence est évoquée de nos jours par le Domaine du Deffend.

De nombreuses bastides, dont certaines existent encore actuellement, sont représentées: le Mas Blanc, la Bouletine, la Gillote, la Grande Bastide, la Jonqueirole, la Poste, Poste Vieille.

Au nord, le Canal de Craponne était un petit canal (moins de 1 m de large) qui prélevait l'eau de la Durance pour alimenter la ville de Salon. Deux ponts en pierre permettaient de le franchir et ses eaux actionnaient deux moulins. Au milieu du XXe siècle, a été creusé le long de celui-ci, le Canal EDF bien plus imposant.

### Révolution française
À Alleins, le comité de surveillance est institué en 1793. Il se recrute en partie chez les simples paysans, parfois illettrés, et son institution marque en quelque sorte l’apogée démocratique de la Révolution. Les membres illettrés prennent toute leur place dans les débats et occupent à leur tour la place de président. Le comité, chargé de la surveillance de l’application des lois, consacre une grande part de son activité à les lire, les recopier, discuter de leur portée, participant ainsi à la formation politique et démocratique des citoyens. Dans sa mission principale, arrêter les suspects, il se montre très légaliste et prudent, contrairement à la réputation tyrannique de ces comités. Il prend également la défense de la communauté villageoise, par exemple dans l’affaire de la statue de l’Égalité, renversée en juin 1794. Après enquête, un membre du comité part rencontrer le représentant en mission Maignet et épargne toute conséquence fâcheuse à la commune.

### Période contemporaine
En juillet 1889 s'ouvre la ligne de chemin de fer d'Eyguières à Meyrargues. La ville d'Alleins possède alors une gare, qui apparaît dans le film Sérénade aux nuages (1945) d'André Cayatte, avec Tino Rossi et Jacqueline Gauthier. Face à la concurrence des automobiles et des autocars, la ligne ferme son trafic voyageurs en 1933 et marchandise en 1950, année où elle est abandonnée et déferrée. La gare et ses bâtiments sont toujours intacts, situés Chemin de la Gare. La ligne à grande vitesse Paris - Marseille traverse la partie est de la commune, passant à 1 kilomètre à peine du centre du village.

## Politique et administration

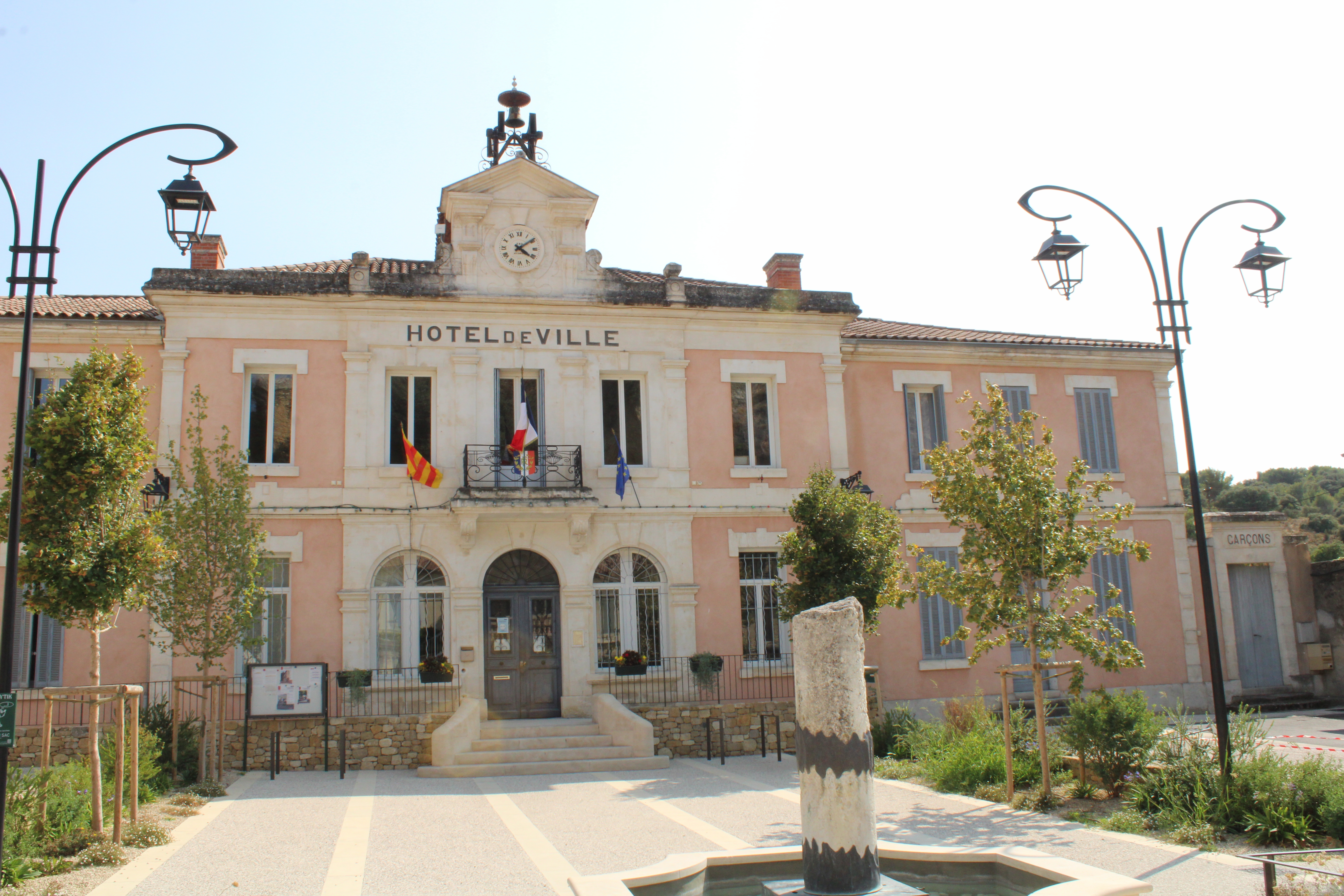
L'Hôtel-de-Ville d'Alleins.

### Administration municipale
| Période                                  | Période   | Identité        | Étiquette | Qualité                   |
| ---------------------------------------- | --------- | --------------- | --------- | ------------------------- |
| mai 1934                                 | ?         | Marius Tuaire   | SFIO      | Propriétaire et négociant |
| Les données manquantes sont à compléter. |           |                 |           |                           |
| septembre 1944                           | ?         | Marius Tuaire   |           |                           |
| Les données manquantes sont à compléter. |           |                 |           |                           |
| mars 1989                                | mars 2014 | Yves Fabre      | DVG       |                           |
| mars 2014                                | en cours  | Philippe Grange | DVG       | Ingénieur                 |
| Les données manquantes sont à compléter. |           |                 |           |                           |

Jusqu'à fin 2015, Alleins faisait partie de la communauté d'agglomération  Agglopole Provence. Celle-ci a fusionné le 1er janvier 2016 avec cinq autres intercommunalités pour former la métropole d'Aix-Marseille-Provence. Les 17 communes de l'ancienne communauté d'agglomération, dont Alleins, forment aujourd'hui le « territoire Pays salonais » au sein de la métropole. La commune d'Alleins a un représentant au conseil du territoire.

## Population et société

### Démographie
L'évolution du nombre d'habitants est connue à travers les recensements de la population effectués dans la commune depuis 1793. Pour les communes de moins de 10 000 habitants, une enquête de recensement portant sur toute la population est réalisée tous les cinq ans, les populations de référence des années intermédiaires étant quant à elles estimées par interpolation ou extrapolation. Pour la commune, le premier recensement exhaustif entrant dans le cadre du nouveau dispositif a été réalisé en 2006.

En 2022, la commune comptait 2 833 habitants, en évolution de +12,47 % par rapport à 2016 (Bouches-du-Rhône : +2,48 %, France hors Mayotte : +2,11 %).
| 1793  | 1800  | 1806  | 1821  | 1831  | 1836  | 1841  | 1846  | 1851  |
| ----- | ----- | ----- | ----- | ----- | ----- | ----- | ----- | ----- |
| 1 054 | 1 014 | 1 152 | 1 268 | 1 358 | 1 329 | 1 261 | 1 288 | 1 355 |

| 1856  | 1861  | 1866  | 1872  | 1876  | 1881  | 1886  | 1891 | 1896 |
| ----- | ----- | ----- | ----- | ----- | ----- | ----- | ---- | ---- |
| 1 267 | 1 327 | 1 175 | 1 144 | 1 086 | 1 075 | 1 034 | 991  | 983  |

| 1901 | 1906 | 1911 | 1921 | 1926 | 1931 | 1936 | 1946 | 1954 |
| ---- | ---- | ---- | ---- | ---- | ---- | ---- | ---- | ---- |
| 855  | 814  | 847  | 728  | 734  | 721  | 718  | 768  | 821  |

| 1962 | 1968 | 1975  | 1982  | 1990  | 1999  | 2006  | 2011  | 2016  |
| ---- | ---- | ----- | ----- | ----- | ----- | ----- | ----- | ----- |
| 969  | 975  | 1 041 | 1 224 | 1 759 | 2 070 | 2 368 | 2 403 | 2 519 |

| 2021  | 2022  | - | - | - | - | - | - | - |
| ----- | ----- | - | - | - | - | - | - | - |
| 2 764 | 2 833 | - | - | - | - | - | - | - |

## Économie
Alleins fait partie d'Agglopole Provence.

## Culture locale et patrimoine

### Lieux et monuments
Plusieurs bâtiments et monuments peuvent être admirés dans la commune. Ils racontent tous une part de la riche histoire de ce petit village. Certains sont classés au patrimoine historique national.
- L'église paroissiale de l'Annonciation de Marie d'Alleins

Autrefois, la chapelle Notre-Dame de l'Annonciation était la propriété d'une confrérie d'hommes. En raison du mauvais état de l'église paroissiale située alors sur les hauteurs du château qui risquait de s'écrouler, elle est devenue église paroissiale à la fin du XVIIIè siècle. Des travaux d'agrandissement ont ensuite été réalisés ainsi que la construction du clocher.

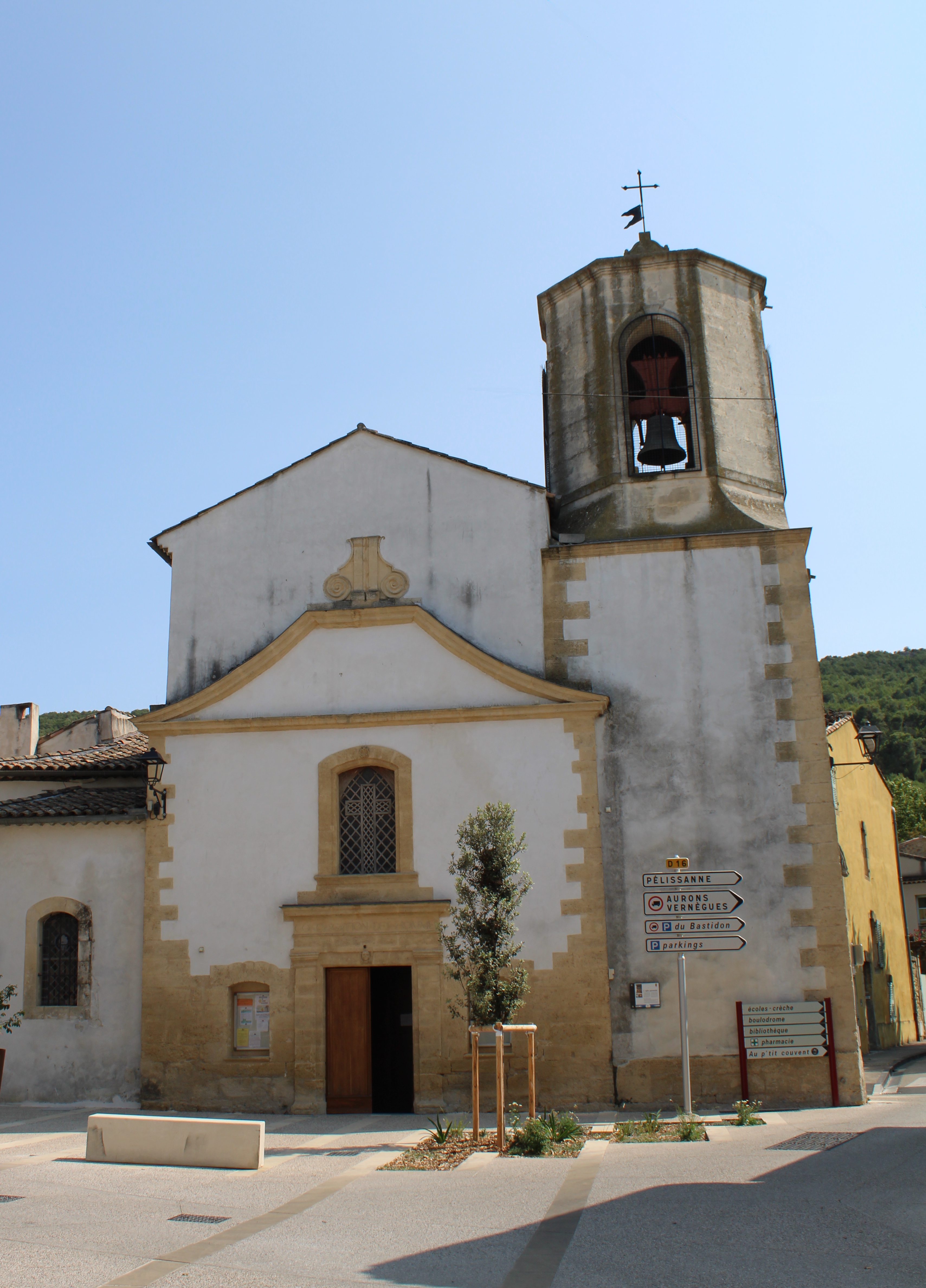
La façade de l'église et son clocher édifié au XIXe siècle.
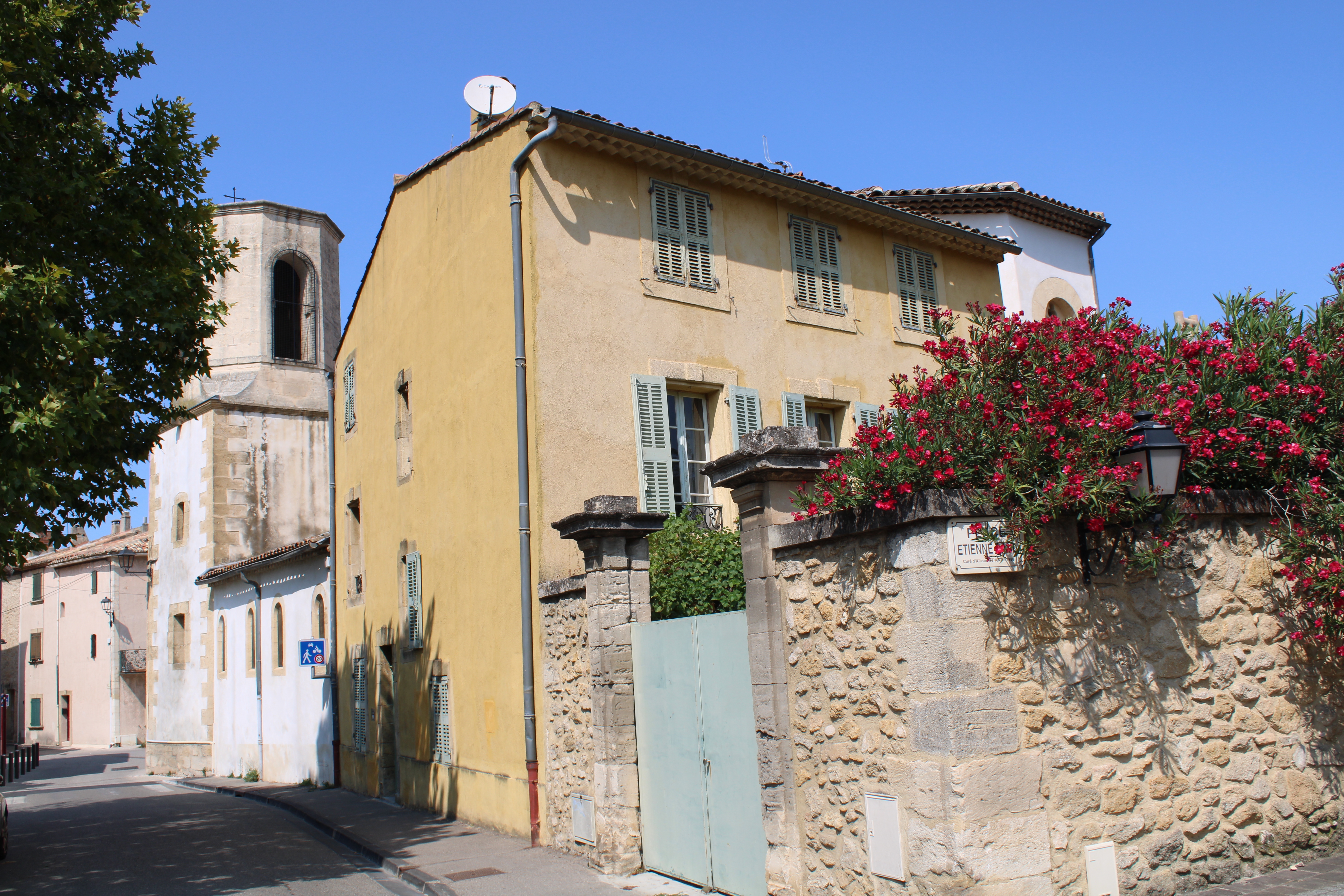
De nombreuses habitations sont accolées à l'église.
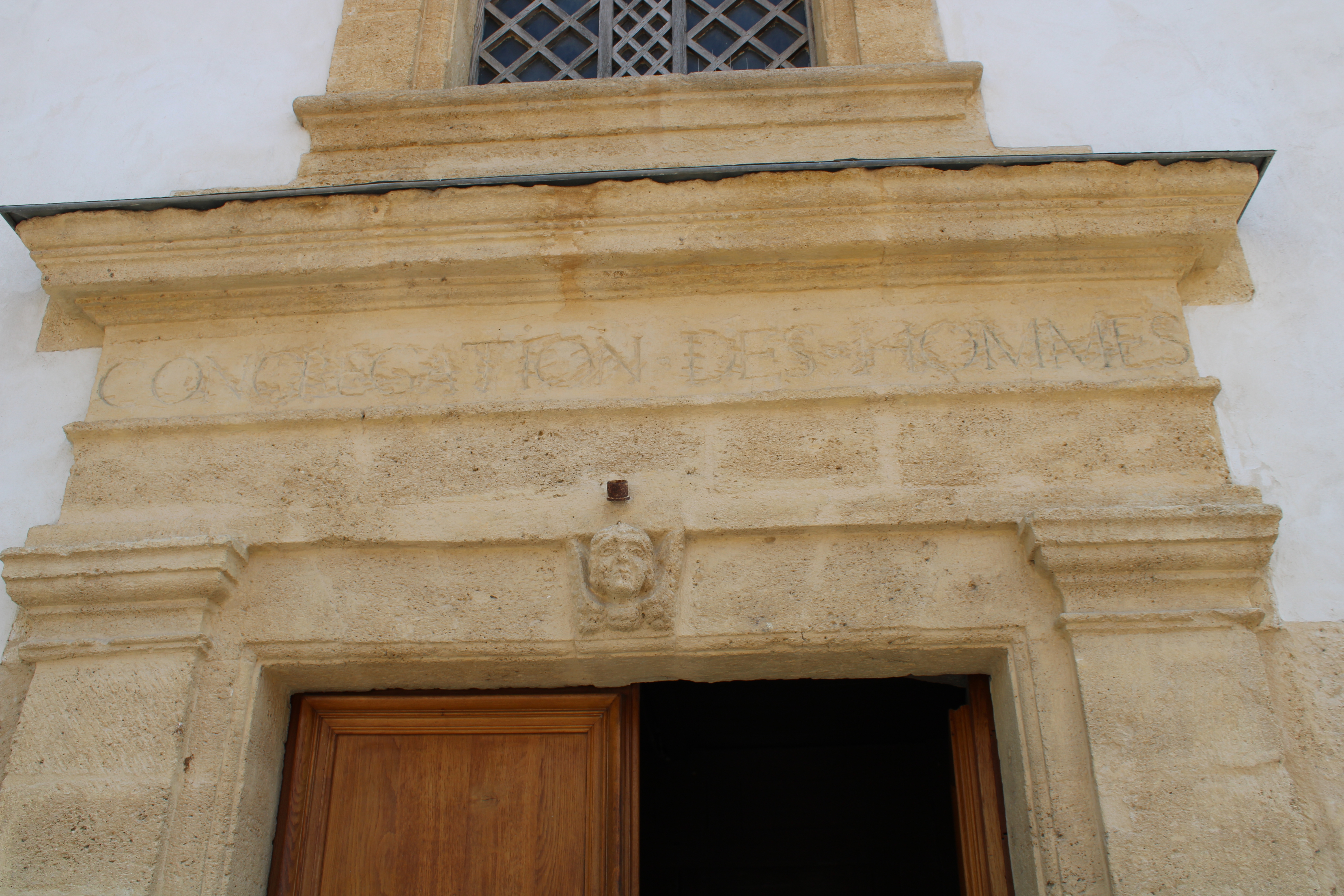
L'inscription Congrégation des Hommes gravée sur le tympan du porche de l'église.
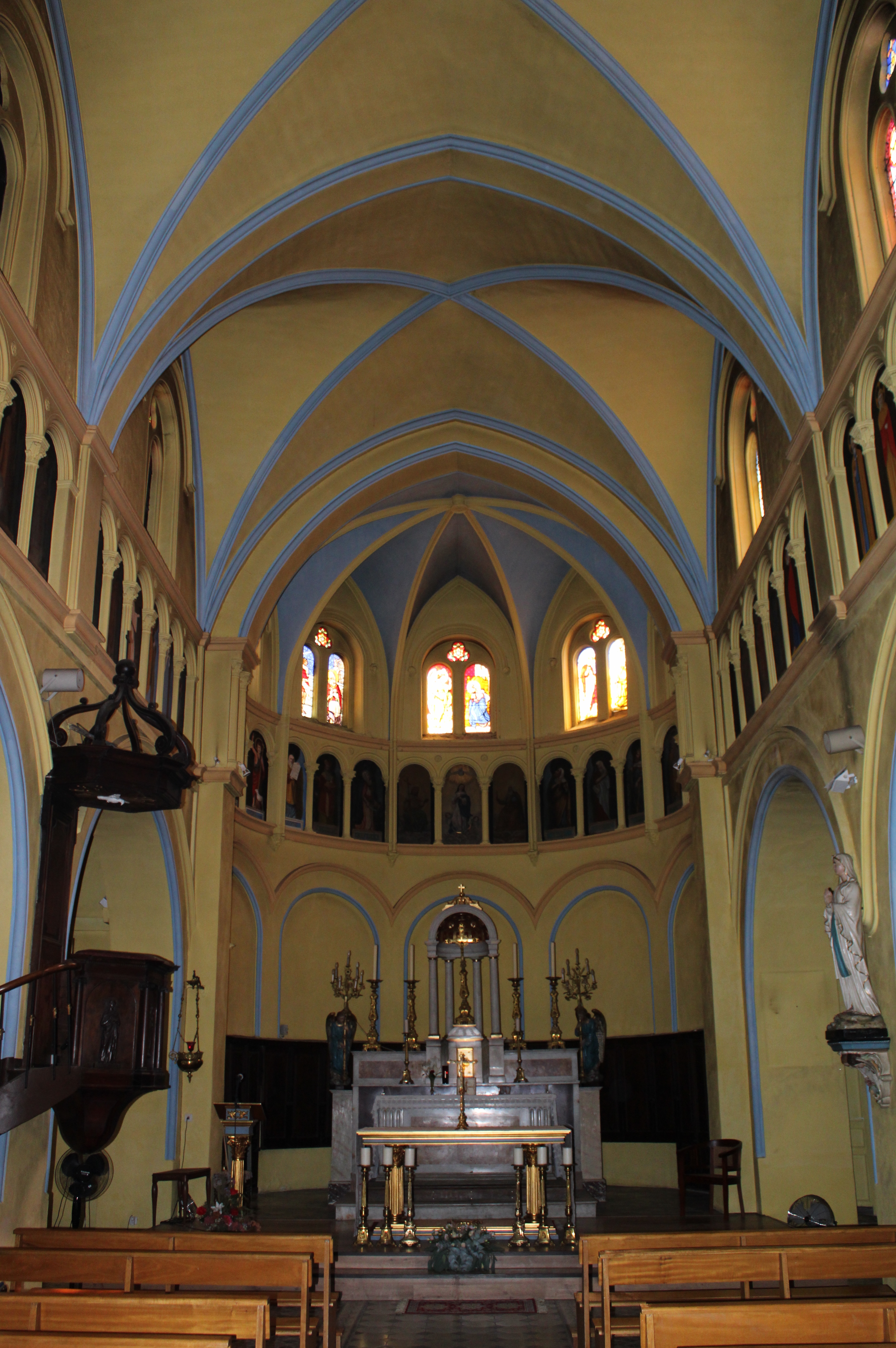
Vue de la nef de l'église.
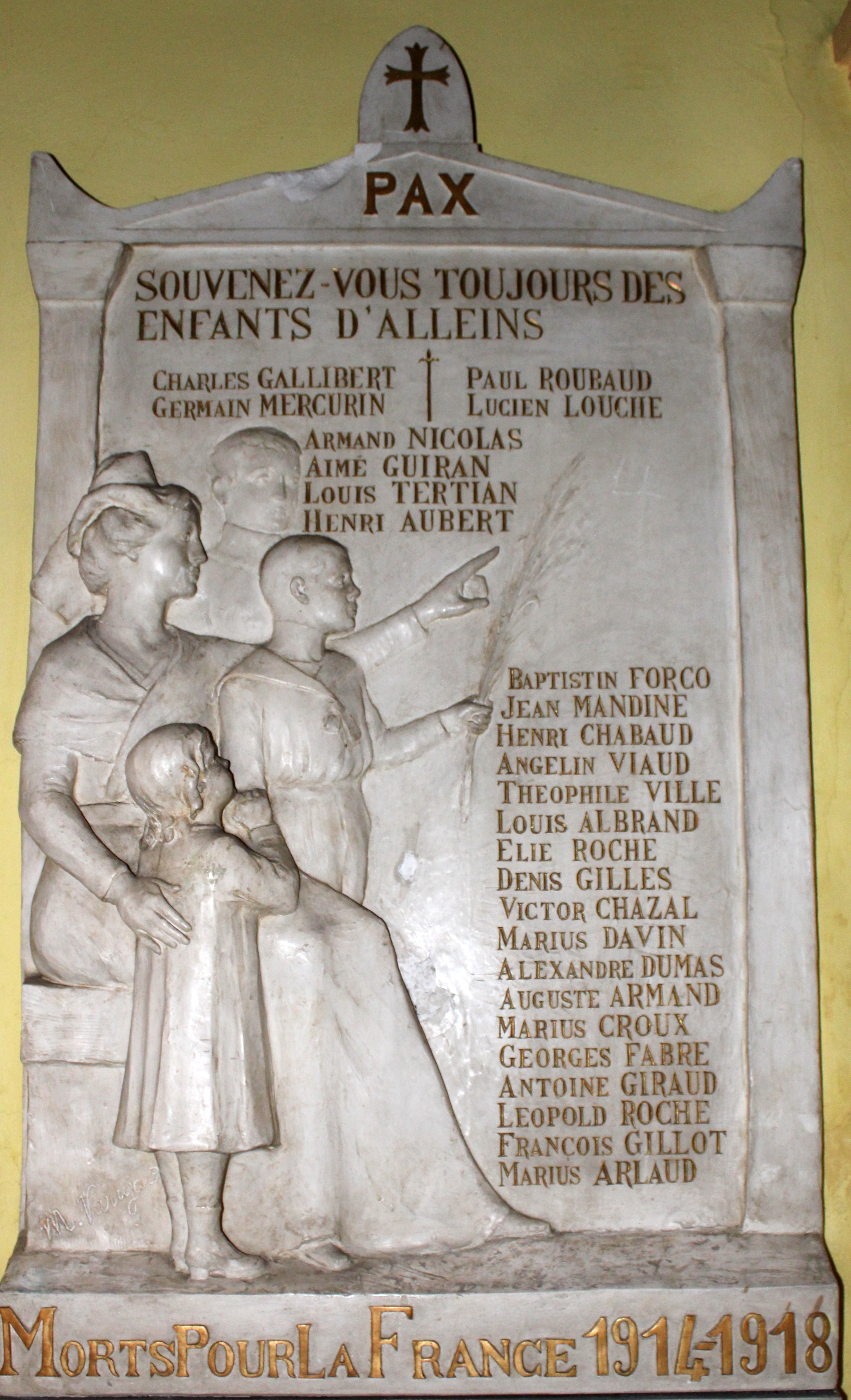
Plaque hommage 14-18 dans l'église par Marguerite Varigard.

- Chapelle des Pénitents blancs ou Chapelle Notre-Dame-de-Pitié (privée).
- Chapelle Saint-Pierre-ès-Liens près du cimetière.

Édifiée au XIe siècle, située à côté du cimetière, cette église classée monument historique n'était plus accessible au public en raison de son état de vétusté. Après deux années de travaux (consistant au renforcement de la charpente centrale, au remplacement des tuiles, à la réfection des enduits intérieurs, à des travaux importants sur les murs porteurs, à la restauration de la porte principale et la mise en valeur du bâtiment par des lumières intérieures et extérieures), des visites de l'édifice devraient être organisées à compter de l'été 2018 par la mairie.
- Chapelle Saint-Jean d'Alleins.
- Chapelle Saint-Georges ruinée sur le plateau de Sonnailler (citée au  XIIe siècle et au XIIIe siècle[29]).
- Tour Vieille (privée) sur le même plateau (mentionnée pour la première fois en 1258).

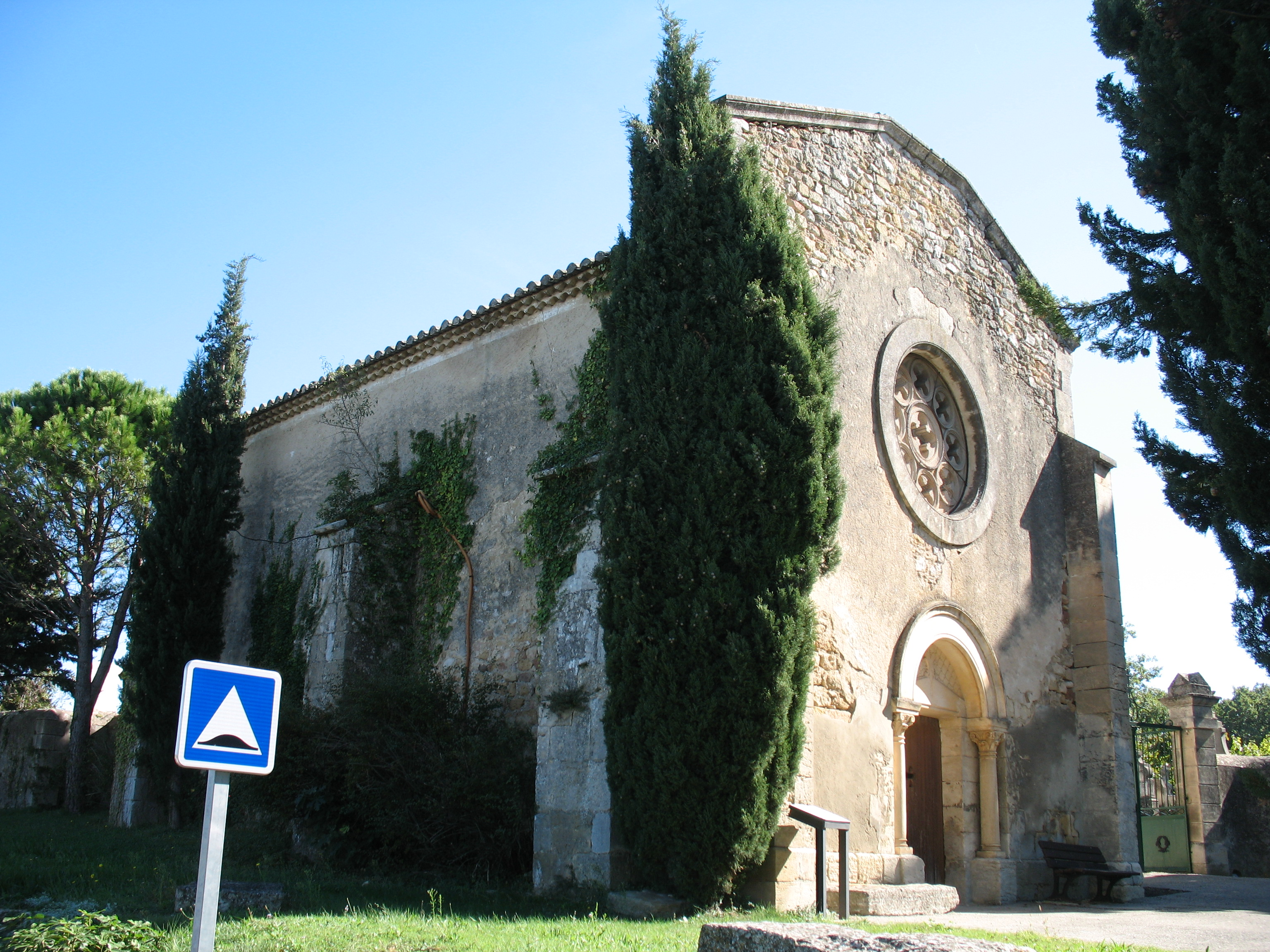
Chapelle Saint-Pierre du cimetière.
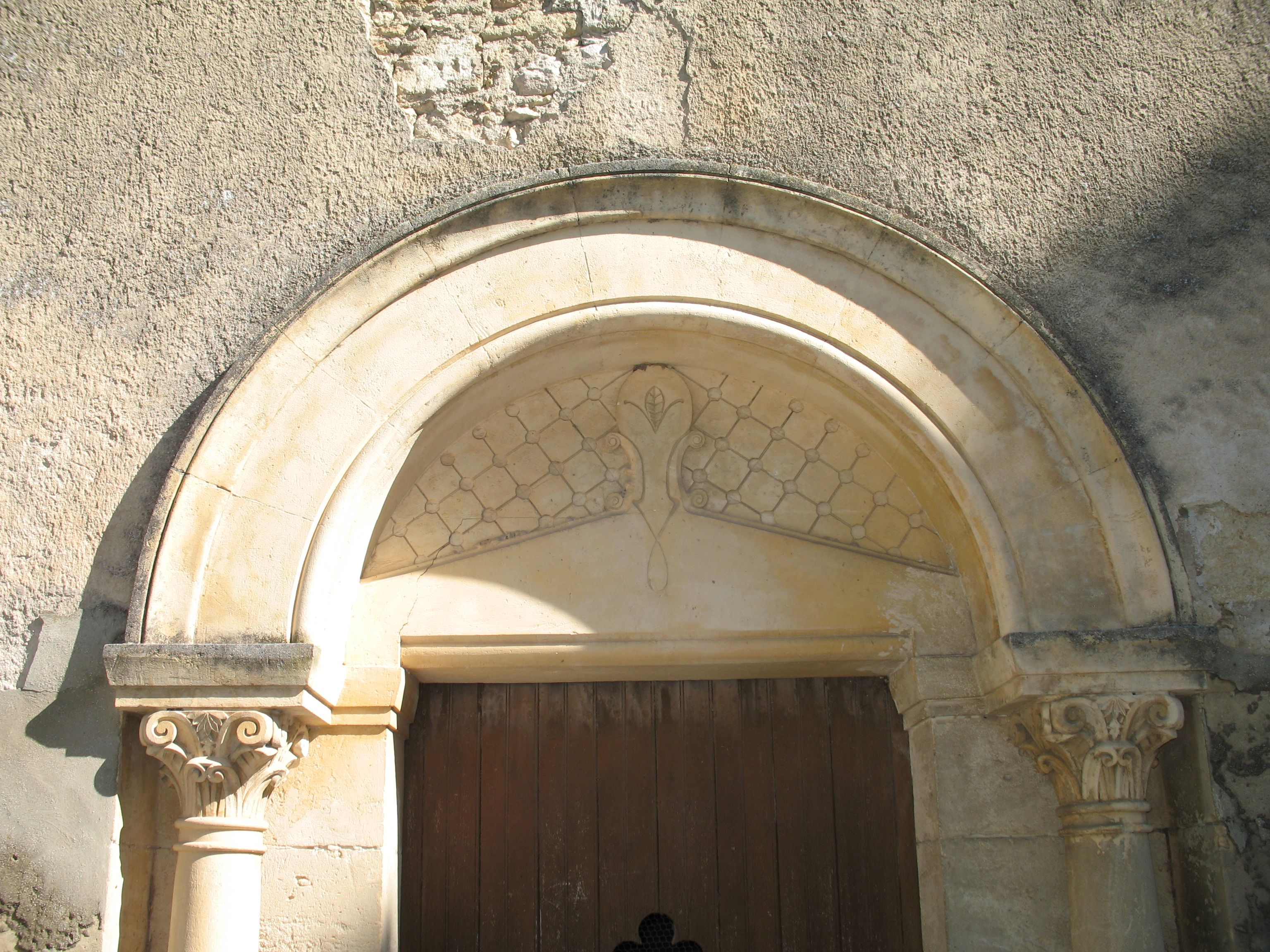
Fronton de la chapelle Sain-Pierre.
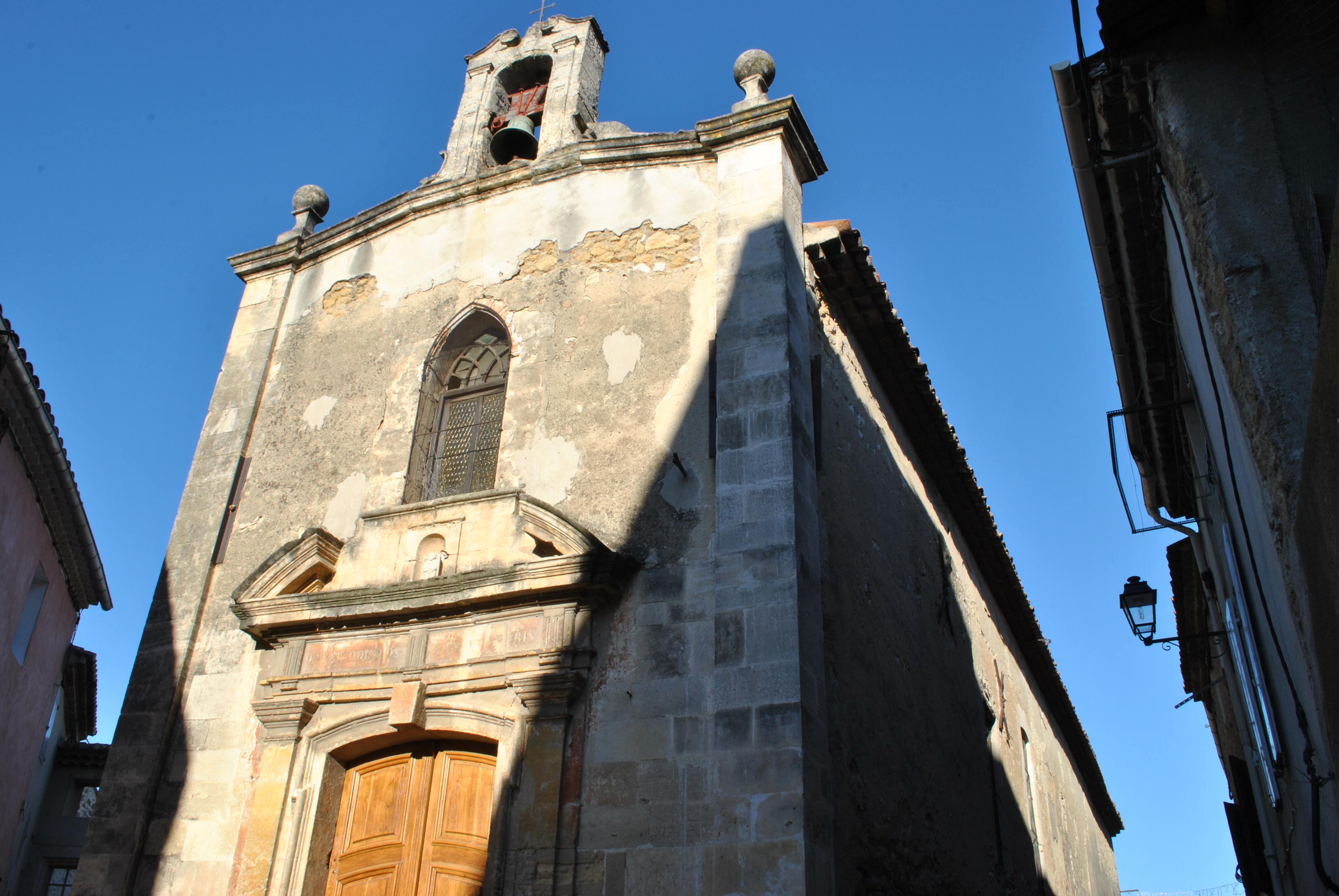
Chapelle Notre-Dame-de-Pitié.
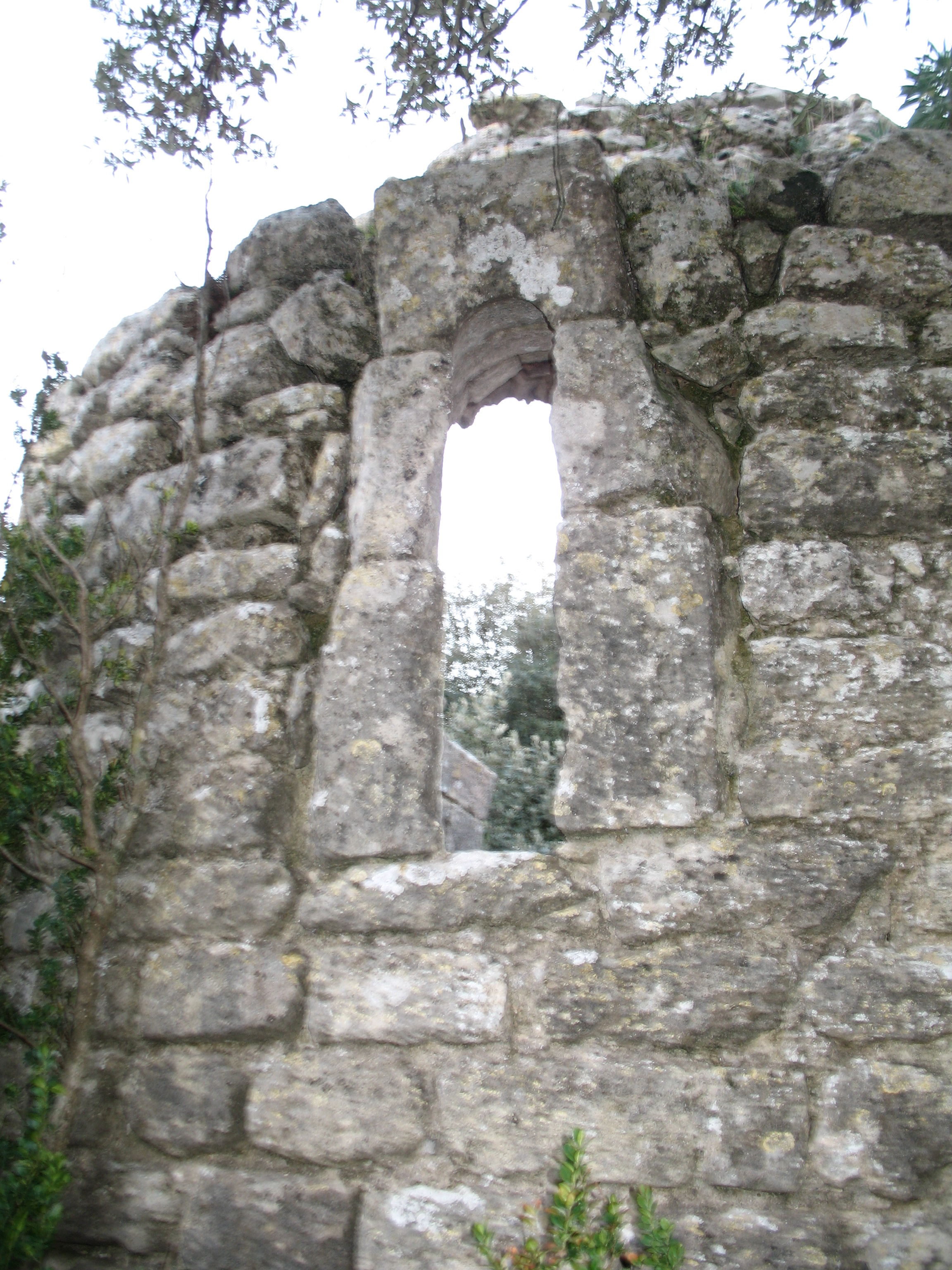
Chapelle Saint-Georges.
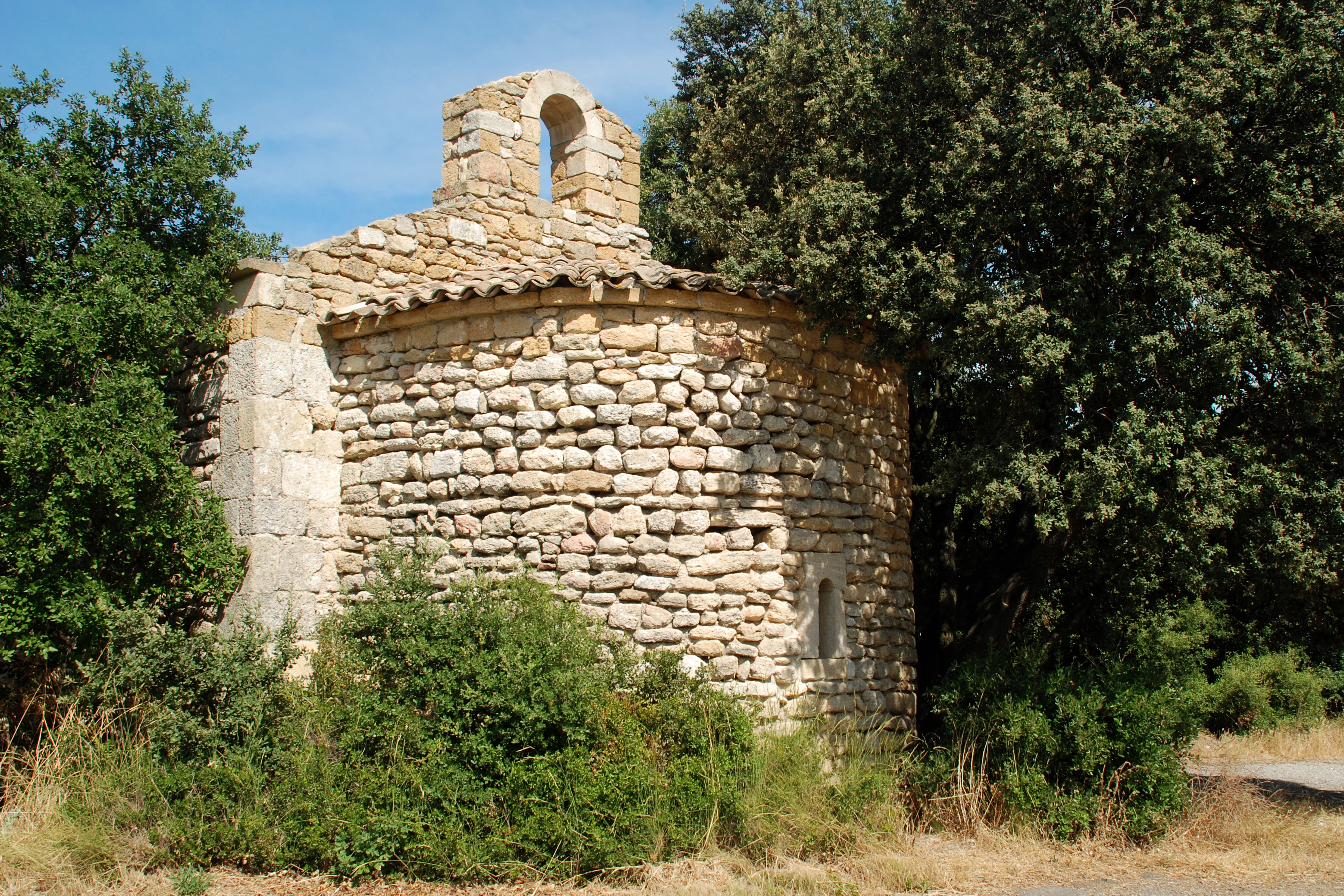
Chapelle Saint-Jean.

### Héraldique
La commune a pour devise en provençal (graphie mistralienne) : Vilajoun sieu toujour esta, vilajoun vole resta, qu'on peut traduire par « Petit village a toujours été, petit village veut rester ».
| Armes d'Alleins | Les armes peuvent se blasonner ainsi : De gueules à dix losanges accolées d'or, posées 4, 4, 2. |